# Cornell College

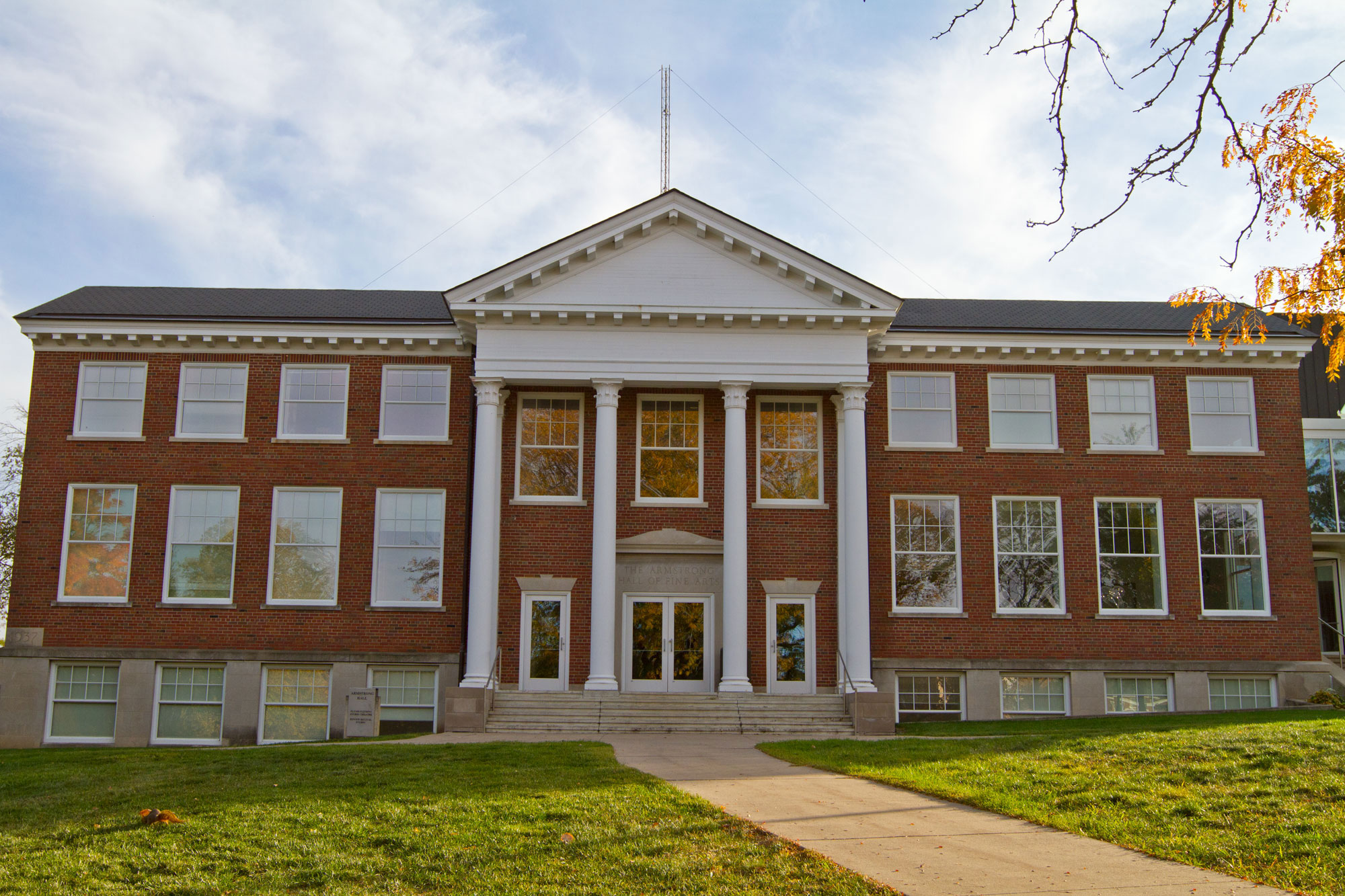

Cornell College är ett privat liberal arts college i Mount Vernon, Iowa knutet till Förenade Metodistkyrkan. Prästen Samuel M. Fellows grundade lärosätet 1853 som Iowa Confence Seminary. Namnändringen till Cornell College skedde 1857. Med det nya namnet hedrades järnmagnaten William Wesley Cornell, en avlägsen släkting till Cornell Universitys grundare Ezra Cornell.
Cornell College ska ej förväxlas med Cornell University i Ithaca, New York.

## Kända elever
- Chris Carney, kongressledamot från Pennsylvania 2007-2011
- Lester J. Dickinson, senator 1931-1937
- Leslie M. Shaw, guvernör i Iowa 1898-1902, USA:s finansminister 1902-1907